# Метт Маклін
Метт Маклін  (англ. Matt McLean, 13 травня 1988) — американський плавець, олімпійський чемпіон.

## Виступи на Олімпіадах
| Олімпіада   | Дисципліна                      | Місце |
| ----------- | ------------------------------- | ----- |
| Лондон 2012 | естафета 4 × 200 вільним стилем | 1     |

## Зовнішні посилання
- Досьє на sport.references.com